# Gary Cortés
Gary Cortés (Quito, Ecuador, 13 de octubre de 1988). es un futbolista ecuatoriano que juega de defensa en el Centro Deportivo Olmedo de la Serie A de Ecuador.

## Trayectoria
Gary Cortés se inició en la Club Deportivo Star Club, en este club en el que debutó en el 2007, posteriormente en la temporada 2008 firmó por el Deportivo Azogues pero solo pudo jugar en la Sub-19, al año siguiente fue adquirido por Liga de Loja pero nunca fue considerado, para el 2010 pasó al Macará e igualmente sin suerte ya que solo integró las reservas, en el 2012 fue adquirido por el Pelileo Sporting Club, al siguiente año jugó para el U.T.C, en el 2014 se unió a las filas del Municipal de Cañar, posteriormente al Valdez Sporting Club y para luego pasar al Centro Deportivo Olmedo de Riobamba.

## Clubes
| Club               | País    | Año             |
| ------------------ | ------- | --------------- |
| Star Club          | Ecuador | 2007            |
| Deportivo Azogues  | Ecuador | 2008            |
| Liga de Loja       | Ecuador | 2009            |
| Macará             | Ecuador | 2010 - 2011     |
| Pelileo SC         | Ecuador | 2012            |
| U.T. Cotopaxi      | Ecuador | 2013            |
| Municipal de Cañar | Ecuador | 2014            |
| Valdez SC          | Ecuador | 2015            |
| Olmedo             | Ecuador | 2016 - Presente |